# Opanara perahuensis
Opanara perahuensis é uma espécie de gastrópode da família Charopidae.
É endémica de Polinésia Francesa.